# 博谢讷 (奥恩省)
博谢讷（法語：Beauchêne，法語發音：[boʃɛn] ⓘ）是法国奥恩省的一个旧市镇，位于该省西北部，属于阿让唐区。2015年1月1日，博谢讷和相邻的另外6个市镇合并为新市镇坦什布赖博卡日（Tinchebray-Bocage）。

## 地理
博谢讷（48°40'48"N, 0°43'23"W）面积10 平方千米，位于法国诺曼底大区奧恩省，该省份为法国西北部内陆省份，北起顺时针与卡爾瓦多斯省、厄尔省、厄尔-卢瓦省、萨尔特省、马耶讷省和芒什省接壤。
与博谢讷接壤的市镇（或旧市镇、城区）包括：伊夫朗德、圣科尔尼耶德朗德、拉尔尚、隆莱拉拜、热尔。
博谢讷的时区为UTC+01:00、UTC+02:00（夏令时）。

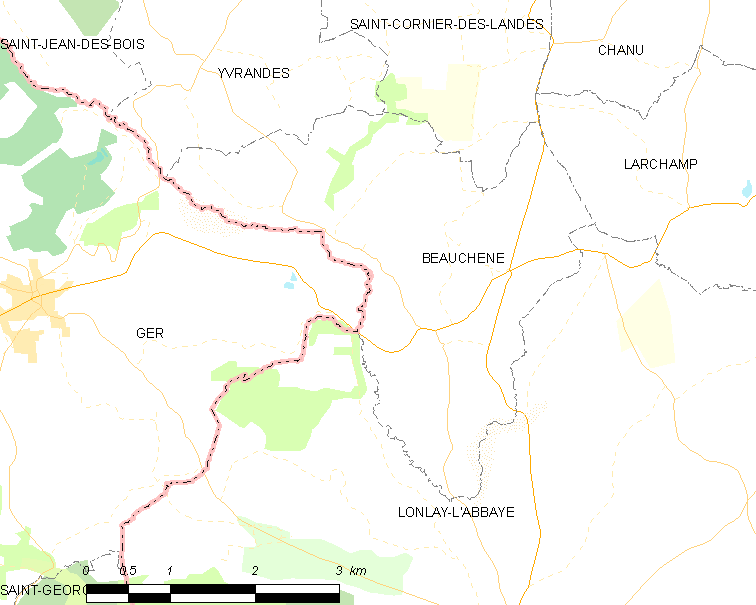
博谢讷的OSM定位图

## 行政
博谢讷的邮政编码为61800，INSEE市镇编码为61031。

## 政治
博谢讷所属的省级选区为栋夫龙昂普瓦赖县。

## 人口

1962-2008年间博谢讷人口变化图示

博谢讷于2018年1月1日时的人口数量为249人。